# 英嶺山
英嶺山（えいれいざん）は、北海道の目梨郡羅臼町にある標高521.3mの山である。山頂には三等三角点「孵場上」が設置されている。

## 概要
知床連峰を構成する山の一つで羅臼岳から南東に伸びる尾根上に位置する。山麓は羅臼町の市街地で知床では珍しく登山道が整備されている山で、羅臼岳から知床硫黄山までの主稜線上の山以外では唯一である。
戦死者の慰霊碑の裏に聳えていた山であることからかつては「英霊山」と呼ばれていたが現在は「英嶺山」に変わったという。

## 登山
羅臼町立知床未来中学校の裏手に登山口があり、電気柵を取り外して入山する。柵を外した後は施錠するよう環境省が呼びかけている。途中には分岐がありそこからは三角山（189m）へ行くことができるほか、道中には四ツ倉沼や熊見台など見どころがある登山ルートで、山頂からは知床連峰主稜線の山々を望める。お手軽な山ではあるが知床にはヒグマが多く生息することを留意しておく必要がある。